# Provincia di Ha Tay
Ha Tay (vietnamita: Hà Tây) è una provincia del Vietnam, della regione del Delta del fiume Rosso, dal 2008 integrata nella provincia di Hanoi.

## Distretti
La Provincia di Ha Tay comprendeva due città (Hà Đông e Sơn Tây) e dodici distretti:
- Ba Vì
- Chương Mỹ
- Đan Phượng
- Hoài Đức
- Mỹ Đức
- Phú Xuyên
- Phúc Thọ
- Quốc Oai
- Thạch Thất
- Distretto di Thanh Oai
- Thường Tín
- Ứng Hòa